# Daniel Senet
Daniel Senet (* 26. Juni 1953) ist ein ehemaliger französischer Gewichtheber.

## Sportliche Karriere
Senet startete erstmals 1974 bei den Weltmeisterschaften in Manila im Federgewicht bis 60 kg. Hier erreichte er mit 242,5 kg (110,0 / 132,5 kg) den achten Platz. Auch zur Weltmeisterschaft 1975 in Moskau trat er noch im Federgewicht an und steigerte sich hier auf 257,5 kg (115,0/142,5 kg). Erster wurde der Bulgare Georgi Todorow mit 285,0 kg.
Zu den Olympischen Spielen 1976 in Montreal wechselte Senet dann ins Leichtgewicht bis 67,5 kg, in dem er den Rest seiner Karriere antrat. Mit einer Steigerung auf 300,0 kg (135,0 / 165,0 kg) erreichte er die Silbermedaille hinter Petro Korol, der 305,0 kg hob. Die Olympischen Spiele repräsentierten auch die Weltmeisterschaften 1976, so dass Senet zusätzlich WM-Gold im Reißen, sowie Silber im Zweikampf gewann.
Bei der Weltmeisterschaft 1977 in Stuttgart konnte er nach 135,0 kg im Reißen keinen gültigen Versuch im Stoßen einbringen und erreichte damit keine Zweikampfplatzierung. Seine Leistung im Reißen reichte jedoch für die Silbermedaille. Auch bei der WM 1979 in Saloniki verhinderte seine verhältnismäßig schwache Leistung im Stoßen eine bessere Platzierung. Nachdem er im Reißen 142,5 kg bewältigte und damit Bronze in dieser Teildisziplin gewann, stieß er 170,0 kg und erlangte damit 312,5 kg im Zweikampf, was auch hier Bronze bedeutete. Der Erstplatzierte Janko Russew riss mit 145,0 kg nur 2,5 kg mehr, konnte aber im Stoßen mit 187,5 kg und damit 332,5 kg seinen Vorsprung erheblich ausbauen. Zweiter wurde Joachim Kunz mit 325,0 kg.
Bei seinen zweiten Olympischen Spielen 1980 in Moskau erreichte Senet den vierten Platz. Mit einer Leistung von 322,5 kg (147,5 / 175,0 kg) konnte er zwar erneut WM-Silber im Reißen gewinnen, doch wurde er von der Konkurrenz im Stoßen letztendlich von den Medaillenrängen verwiesen. Sieger wurde erneut Russew mit 342,5 kg (147,5 / 195,0 kg).
Seine letzte Weltmeisterschaft bestritt Senet 1981 im eigenen Land in Lille. Hier sicherte er sich mit 150,0 kg im Reißen Gold und mit 320,0 kg (150,0 / 170,0 kg) Bronze im Zweikampf. Diese WM stellte gleichzeitig die Europameisterschaft 1981 dar, womit er auch Dritter der EM und Europameister im Reißen wurde.

## Persönliche Bestleistungen
- Reißen: 150,0 kg in der Klasse bis 67,5 kg 1981 in Lille
- Stoßen: 175,0 kg in der Klasse bis 67,5 kg 1980 in Moskau
- Zweikampf: 322,5 kg in der Klasse bis 67,5 kg 1980 in Moskau